# Mník mořský
Mník mořský (Molva molva) je mořská ryba z čeledi mníkovití.

## Popis
Mník mořský má protáhlé tělo. Běžně dosahuje délky kolem 106 cm. Dosahuje maximální délky 200 cm. Horní čelist přesahuje spodní čelist. Vous na spodní čelisti je dlouhý, nevětvený, a je delší než průměr oka. Má dvě hřbetní ploutve, které jsou v zadní části zaoblené. Přední hřbetní ploutev je na bázi kratší, má 14–15 paprsků. Zadní hřbetní ploutev je na bázi velmi dlouhá bez tvrdých paprsků, měkkých paprsků je 75–83. Je protažena až k ocasní ploutvi. Řitní ploutev je na bázi dlouhá, je protažena k ocasní ploutvi, měkkých paprsků je 58–64. Hřbet a boky jsou hnědavé, břicho je světlé. Ploutve se k okraji ztmavují. Lem hřbetní, řitní a ocasní ploutve je bělavý.

## Chování
Mník mořský žije u mořského dna, obvykle v hloubkách 100 až 400 metrů. Vyhledává skalnaté a kamenité dno.

## Rozmnožování
Tře se od dubna do června v hloubkách 100 až 300 metrů. Hlavní trdliště jsou v 200metrové hloubce od Biskajského zálivu po Norsko a v hloubkách 100 až 300 metrů jižně od Islandu. Jikry jsou pelagické. Na samici může připadat 20 až 60 miliónů jiker. V prvním a druhém roce života se pohybuje při pobřeží nebo na otevřeném moři v hloubkách 15 až 20 metrů, ve třetím roce se přesouvá do hloubek. Roste 8 až 10 cm/rok.

## Rozšíření
Mník mořský je rozšířen v severovýchodním Atlantiku od Barentsova moře po Maroko, od Britských ostrovů k Islandu; vzácněji v severozápadní části Středozemního moře; v severozápadním Atlantiku jižně od Grónska a jižně od Newfoundlandu.

## Význam
Mník mořský je hospodářsky významná ryba.

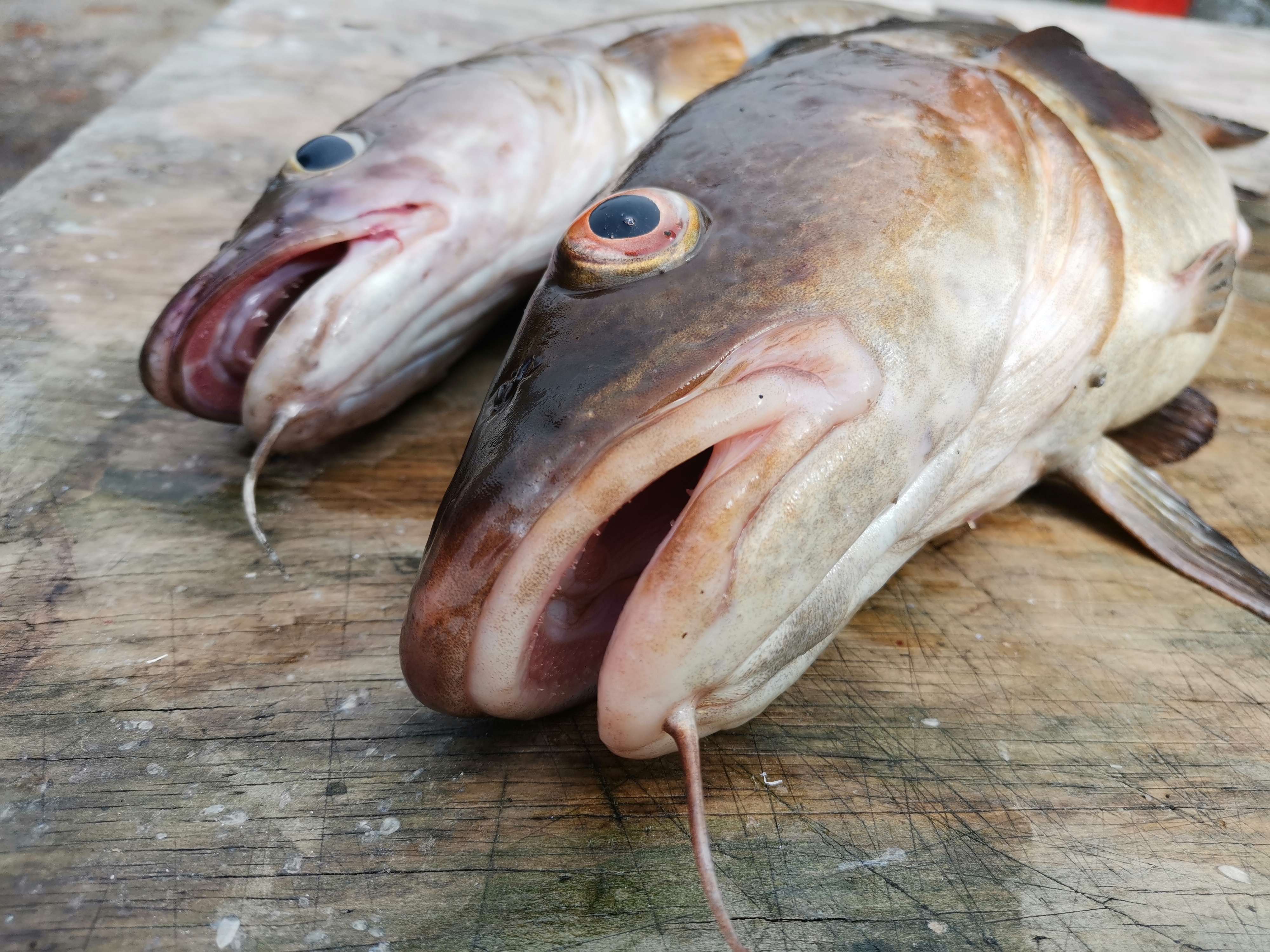
mník mořský